# Grupo Breca
El Grupo Breca (Breca: contracción de Brescia-Cafferata), antes conocido como Grupo Brescia, es un conglomerado empresarial de origen peruano nacido hace más de 100 años con operaciones en Perú y otros países de Latinoamérica, en los sectores de banca, seguros, retail, hotelería, minería, inmobiliaria y pesca.

## Historia
El grupo tiene sus inicios en 1913 con la adquisición del fundo Miranaves (contiguo al puerto del Callao), por parte del inmigrante italiano Fortunato Brescia Tassano (llegado al Perú en 1887). La compañía fue expandida vía la adquisición del fundo Limatambo (en los actuales distritos de San Borja, San Isidro y Miraflores) en 1917, así como la herencia de minas en los valles de Chacas y Huaraz (Áncash), fruto de la unión de Brescia Tassano con María Catalina Cafferata Peñaranda (hija del empresario minero y cónsul de Italia en Huaraz, Pedro Cafferata Battilana). Sin desmedro de lo anterior, la compañía mantuvo su foco en la producción y mercadeo de granos, y en la adquisición de nuevas tierras, terciarizando la explotación de las actividades mineras. Sucesivas expropiaciones de terrenos en el fundo Miranaves (con el propósito de la ampliación de las actividades portuarias del puerto del Callao) en 1928 y en la hacienda Limatambo (con el fin de construir el aeropuerto de Lima) en 1940, condujeron a un significativo aumento del valor de ambos bienes raíces.
En 1948, a través de la compañía Urbanizadora Jardín (creada en 1946), el Grupo Brescia Cafferata desarrolla su primer proyecto inmobiliario: la Urbanización Santa Marina en el Callao. Con posteridad, el grupo continúa la adquisición de tierras en Supe, Fortaleza, Barranca, Huacho, Naranjal y Chincha.

### Desarrollo y diversificación
En 1952, Pedro Brescia asumió el control del grupo enfocándose en el negocio inmobiliario y pesquero mediante la adquisición de las empresas Tecnológica de Alimentos (TASA), Costa Mar e Indo Mar. Asimismo, las concesiones mineras en Ticapampa y Chacas fueron reorganizadas y reabiertas bajo la Corporación Minera Patará.
Como consecuencia de la expropiación de las explotaciones agrícolas en los valles de Supe, Huaura, Chincha, y de los terrenos de expansión urbana en las cuencas de los ríos Surco y Ate, en 1968 (a raíz de la reforma agraria), así como de la nacionalización de la actividad pesquera en 1973 (que implicó la pérdida de TASA, que para ese momento tenía una participación del 4% de pesca en el Perú), el grupo adquiere el 4% del Banco de Crédito del Perú y el 27% del Banco de Lima. En 1977, el grupo realizará una operación similar logrando una importante participación en la minera Minsur. Paralelamente, el grupo da inicio a su participación en el mercado turístico, al adquirir la administradora de hoteles Intursa. A fines de la década, el grupo adquiere la Compañía Peruana de Pinturas (CPPP) y la Fábrica de Tejidos La Unión.
Para 2016, la dirección del grupo está en manos de un comité directivo conformado por cuatro miembros de la tercera generación de la familia Brescia Cafferata, quienes actúan por consenso.

### Sostenibilidad e impacto social
En el 2011, el grupo empresarial creó la plataforma de impacto social Aporta, que busca generar oportunidades de progreso y desarrollo para sus grupos de interés más vulnerables. Aporta desarrolla sus actividades en el marco de la estrategia de sostenibilidad de Breca, que tiene tres compromisos: potenciar el progreso a lo largo de la cadena de valor, cuidar los ecosistemas y empoderar su sistema de gobierno corporativo.

## Empresas más relevantes
Si bien el grupo Breca se compone por más de 50 empresas, las más importantes son:
- BBVA Perú (participación del 46.12%)
- Rímac Seguros: Compañía de seguros más grande del Perú.
- Clínica Internacional: Red de clínicas asistenciales.
- Minsur: Compañía minera peruana. Actualmente, es el tercer productor mundial de estaño.
- Raura: Compañía minera peruana.
- Marcobre: Compañía minera peruana.
- Taboca: Compañía minera brasileña. Actualmente el segundo productor de tantalio y el tercer productor de niobio en ese país.
- TASA: Compañía pesquera más grande de Perú y el mayor productor mundial de harina y aceite de pescado.[12]
- Urbanova: Compañía de gestión de activos inmobiliarios.
- Intursa: Compañía turística que opera las marcas hoteleras Westin, JW Marriot y Luxury Collection.
- Melón: Empresa chilena líder en materiales de construcción.
- Qroma: Compañía productora de pinturas Peruana.
- AESA: